# Якорь-М
«Якорь-М» — советская радиолокационная станция корабельного базирования 3-см диапазона. Предназначена для управления стрельбой орудий универсального калибра.

## История создания
Разработка РЛС «Якорь» велась под руководством А. С. Гринштейна и Я. А. Забелина в 1949—1951 годах. Опытный образец был создан в 1949 году. В 1952 году станция была принята на вооружение советского Военно-Морского Флота. Опытный образец РЛС «Якорь» был создан в 1949-м. РЛС прошла государственные испытания в 1950 году на эсминце «Бесстрашный» (ЧФ). РЛС имела систему автоматического сопровождения целей по двум координатам и обеспечивала корректировку стрельбы по всплескам. Государственные испытания станции проводились в комплексе с другими военно-морскими объектами под руководством заместителя главкома ВМФ адмирала-инженера Н. В. Исаченкова и офицеров А. Л. Генкина, А. А. Никитина и др.

## ТТХ
Максимальная дальность обзора станции — 150—180 кабельтовых (27 — 33 км) по поиску надводных целей, дальность обнаружения воздушных целей — от 30 до 160 кабельтовых. Станция имела устройство автоматического сопровождения целей по трём координатам. Благодаря этому впервые в СССР была решена проблема совмещения инструментального метода стрельбы зенитной артиллерии с автоматическим сопровождением воздушных целей.
После проведения в 1952—1953 годах серии экспериментов на крейсере «Дзержинский» станция была модернизирована (улучшены блоки целеуказания) и получила обозначение «Якорь-М». Эта станция стала основной РЛС артиллерии универсального калибра советских крейсеров, эсминцев и сторожевых кораблей. «Якорь-М» серийно выпускалась на заводе № 703 (современный завод «Салют», Москва) и совмещалась со стабилизированным постом наводки СПН-500.